# Węgorzewo (Okonek)
Węgorzewo (bis Ende 2005 Węgorzewo Szczecineckie, deutsch Vangerow) ist ein Ort in der polnischen Woiwodschaft Großpolen  mit einer Größe von 13,6 Quadratkilometern.

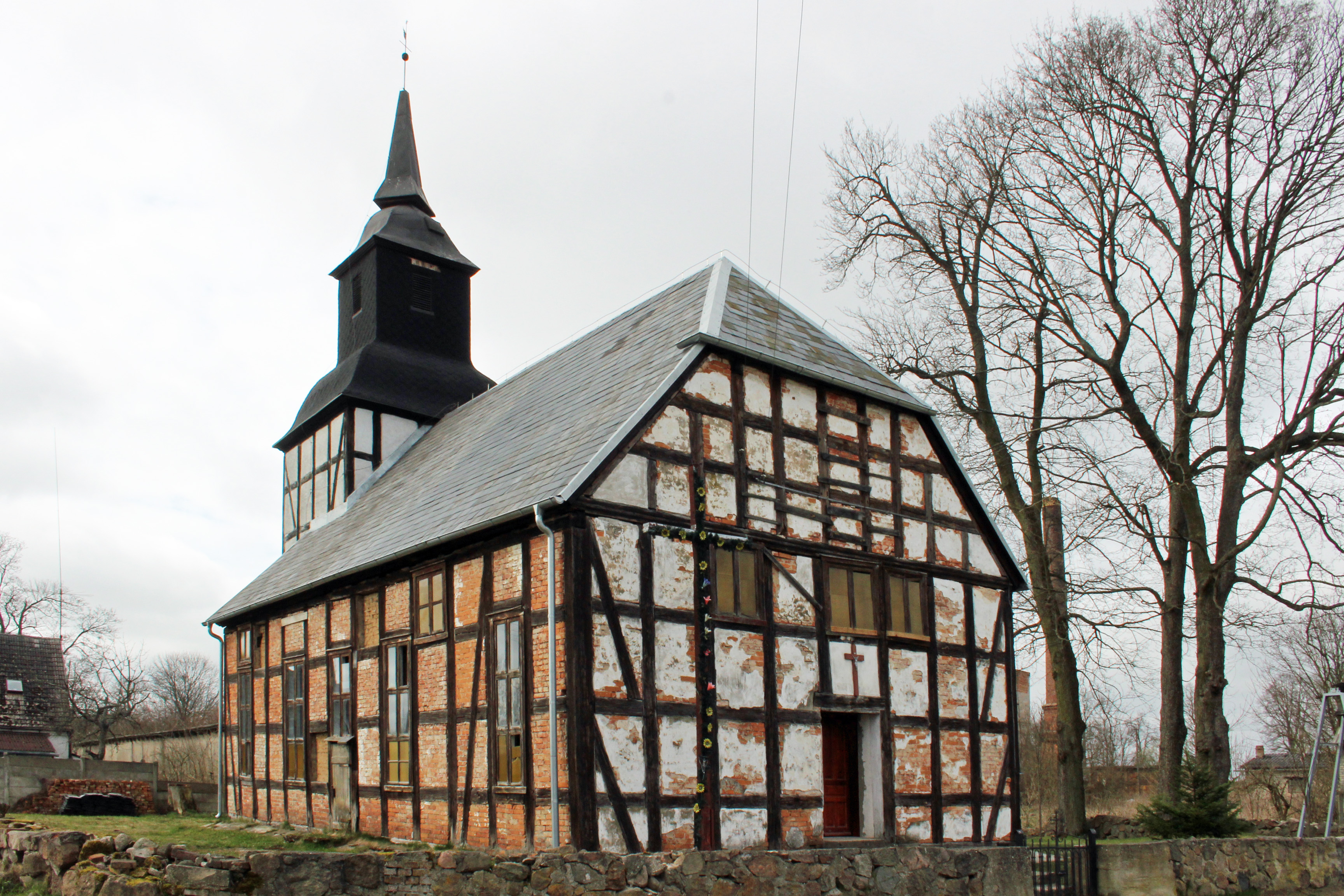
Kirche von Węgorzewo Szczecinecki (Vangerow)

## Geographische Lage
Der Ort liegt im äußersten Norden der Woiwodschaft Großpolen in Hinterpommern. Über die nahegelegene Fernstraße sind die nächstgrößeren Städte Szczecinek (Neustettin) im Norden und Piła (Schneidemühl) im Süden zu erreichen.

## Geschichte
Vangerow gehörte zum Landkreis Neustettin in der preußischen Provinz Pommern. Es handelte sich um eine Landgemeinde, eine Gebietskörperschaft auf der untersten Verwaltungsebene. Oberhaupt der Gemeinde Vangerow war ein Gemeindevorsteher ohne Dienstsitz. Zu der Gemeinde zählten zwei Wohnorte. Der Hauptwohnort hieß wie die Landgemeinde Vangerow. Der kleinere Ort hieß Mühle. In beiden Orten standen in den 1930er Jahren zusammen 43 Wohnhäuser. Gegen Ende des Zweiten Weltkriegs wurde die Region im Frühjahr 1945 von der Roten Armee erobert und anschließend – wie ganz Hinterpommern – unter polnische Verwaltung gestellt. In der Nachkriegszeit wurde die einheimische deutsche Bevölkerung aus Vangerow vertrieben.

### Jährliche Einwohnerzahlen
- 1925: 417[3]
- 1933: 358[3]
- 1939: 368[3]

## Söhne und Töchter des Orts
- Anton von Wienskowski (1766–1837), preußischer Generalmajor
- Siegfried Ratzlaff (* 1934), deutscher Maler und Grafiker

## Trivia
Der Ort Vangerow spielt eine zentrale Rolle in dem Roman "Das Geheimnis von Vangerow", erschienen im Mai 2024. Darin geht es um ein Familiengeheimnis, das in Vangerow der 1930er-Jahre seinen Anfang nimmt. Das Buch thematisiert die Flucht aus dem Ort am Ende des Zweiten Weltkriegs.